# Gmina Sindal
Gmina Sindal (duń. Sindal Kommune) – istniejąca w latach 1966-2006 gmina w Danii w  okręgu północnej Jutlandii (Nordjyllands Amt). Siedzibą władz gminy było miasto Sindal. 
Po kolejnej reformie administracyjnej w roku 2007 weszła w skład nowej gminy Hjørring.

## Dane liczbowe
- Liczba ludności: (♀ 4821 + ♂ 4604) = 9425
  - wiek 0-6: 8,6%
  - wiek 7-16: 15,5%
  - wiek 17-66: 62,1%
  - wiek 67+: 13,8%
- zagęszczenie ludności: 39,1 osób/km²
- bezrobocie: 7,3% osób w wieku 17-66 lat
- cudzoziemcy z UE, Skandynawii i USA: 115 na 10 000 osób
- cudzoziemcy z krajów Trzeciego Świata: 137 na 10 000 osób
- liczba szkół podstawowych: 6 (liczba klas: 70)

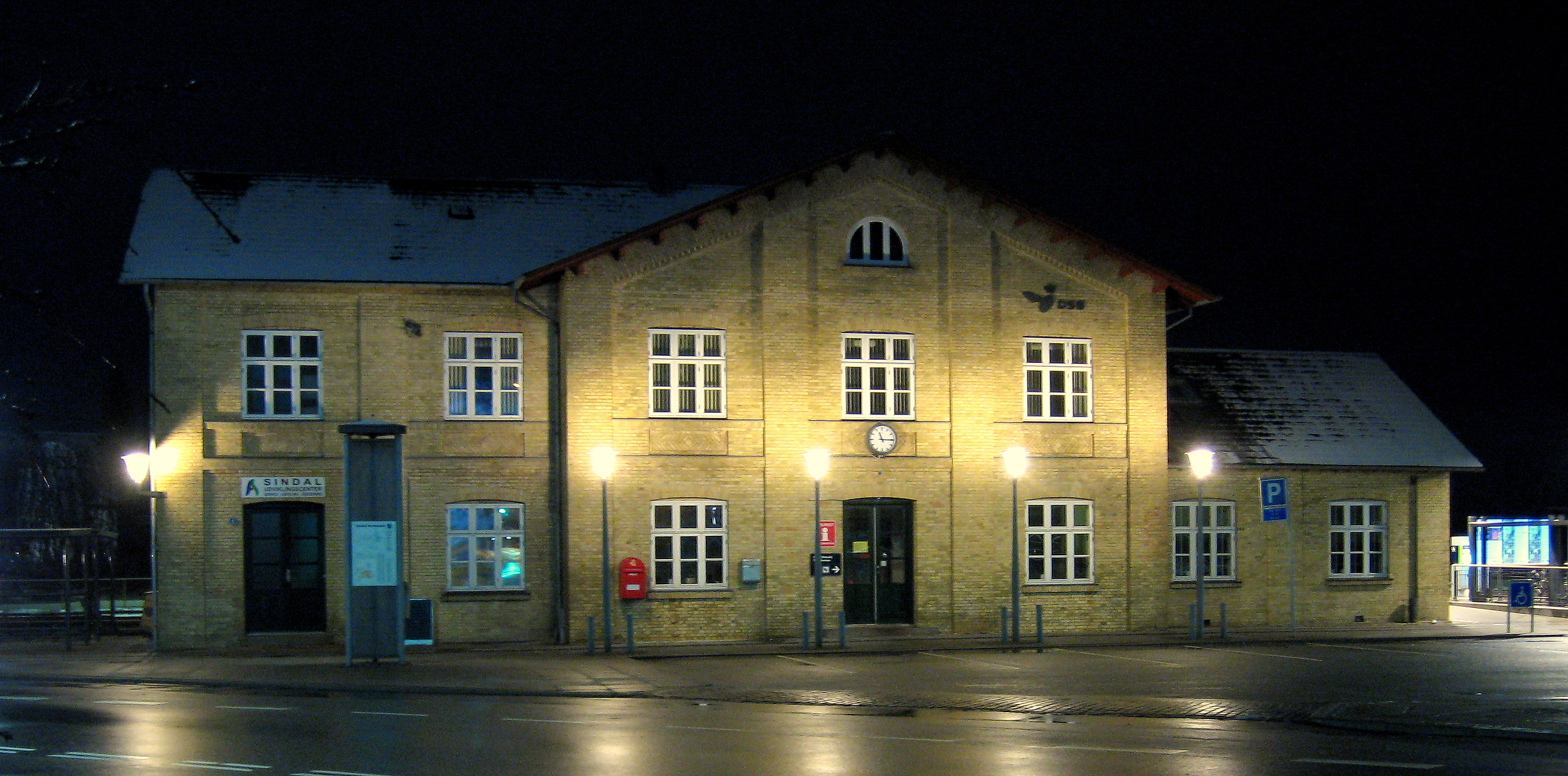
Dworzec w Sindal